# Tarenna longifolia
Tarenna longifolia är en måreväxtart som först beskrevs av Friedrich Anton Wilhelm Miquel, och fick sitt nu gällande namn av Henry Nicholas Ridley. Tarenna longifolia ingår i släktet Tarenna och familjen måreväxter. Inga underarter finns listade i Catalogue of Life.